# Anna Leat
Anna Leat, née le 26 juin 2001 à Arrowtown, est une footballeuse internationale néo-zélandaise. Elle joue au poste de gardienne de but.

## Biographie

### En club
Le 13 juillet 2023, Anna Leat quitte West Ham United pour signer à Aston Villa pour deux ans.

### En sélection
Anna Leat fait ses débuts avec l'équipe senior de Nouvelle-Zélande lors d'une victoire 5-0 contre la Thaïlande le 28 novembre 2017. 
Le 25 novembre 2018, elle fait partie de l'équipe néo-zélandaise des moins de 17 ans qui est devenue la première équipe néo-zélandaise de football féminin ou masculin à se qualifier pour une demi-finale d'une Coupe du monde. Elle a aidé l'équipe à remporter son quart de finale contre le Japon lors de la Coupe du monde féminine U17 en Uruguay en stoppant deux pénaltys lors de la séance de tirs au but et surtout en inscrivant le but vainqueur lors de cette séance. Son but sur penalty a remporté le vote du public en tant que moment sportif préféré aux Halberg Awards 2018.